# Gerhard Krause (Redakteur)
Gerhard Krause (* 21. Mai 1950 in Neunkirchen, Niederösterreich) ist Redakteur der Tageszeitung Kurier.
Gerhard Krause studierte auf der Wirtschaftsuniversität Wien Handelswissenschaften und auf der Universität Wien Publizistik. 1975 wurde Gerhard Krause im Kurier als freier Mitarbeiter engagiert und ein Jahr später als Redakteur fest unter Vertrag genommen. Er ist für den Bereich Wien-Chronik zuständig. Krause war bis Dezember 2009 Betriebsratsvorsitzender und ist bis 2014 als Aufsichtsrat der Kurier-Redaktionsgesellschaft bestellt. Er ist langjähriges Mitglied des Präsidiums der Journalistengewerkschaft und des 2009 neu gegründeten Presserates.
Seit 1981 ist er verheiratet und hat einen Sohn und eine Tochter.

## Auszeichnungen
- Goldenes Ehrenzeichen für Verdienste um das Land Wien
- Silbernes Ehrenzeichen für Verdienste um die Republik Österreich